# Pteris wulaiensis
Pteris wulaiensis là một loài thực vật có mạch trong họ Pteridaceae. Loài này được C.M. Kuo miêu tả khoa học đầu tiên năm 1989.